# Arceuthobium minutissimum
Arceuthobium minutissimum là một loài thực vật có hoa trong họ Santalaceae. Loài này được Hook.f. mô tả khoa học đầu tiên năm 1886.